# 布达凯西
布达凯西是匈牙利佩斯州的一个镇，距离首都布达佩斯约10公里，面积37.11平方公里，人口13,043人（2004年）。